# Credit Union Centre

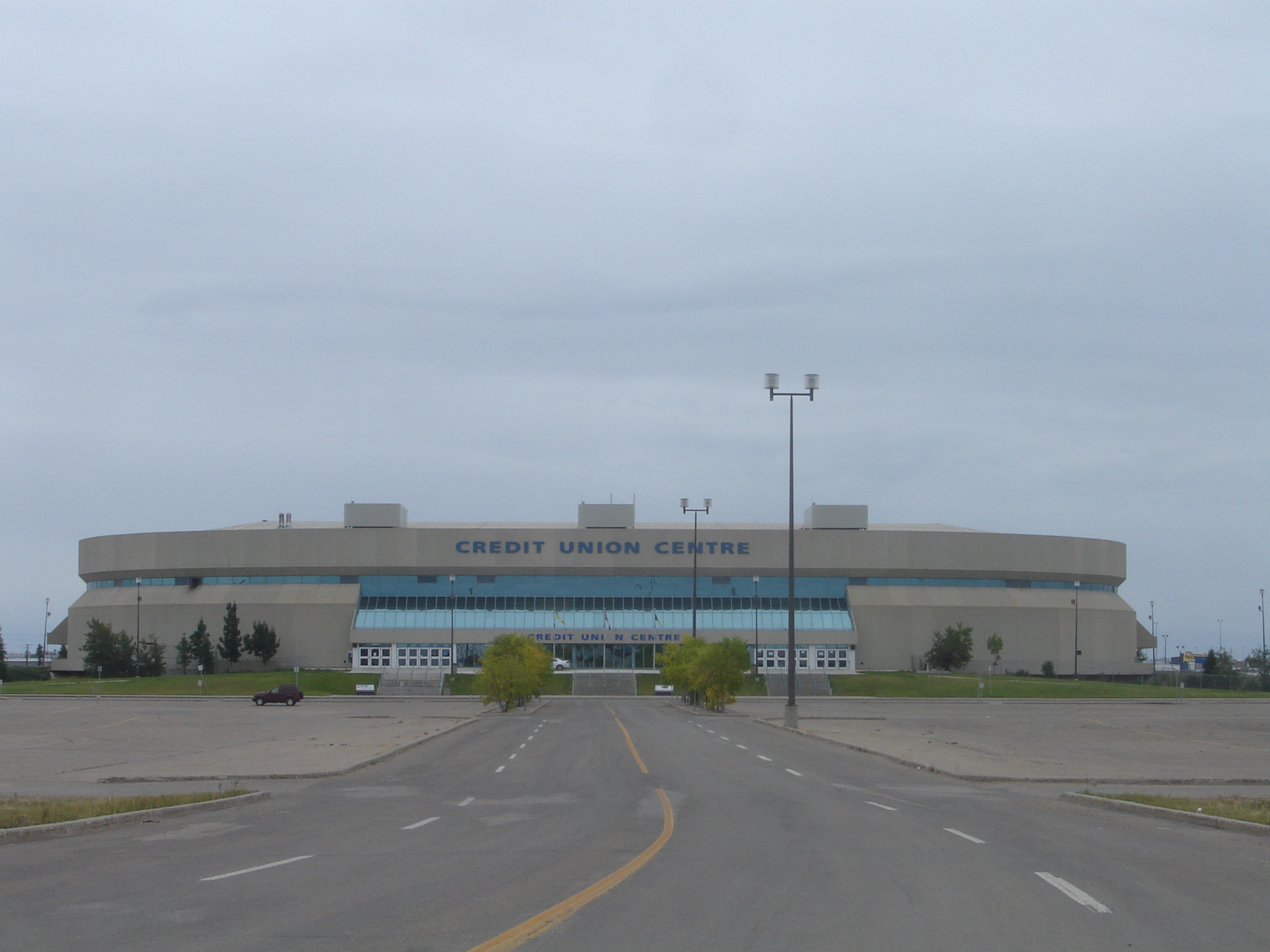
Credit Union Centre

Credit Union Centre – wcześniej również Saskatchewan Place oraz SaskPlace – hala sportowa znajdująca się w Saskatoon w prowincji Saskatchewan w Kanadzie. Położona na północnych obrzeżach miasta. Obiekt otwarty w lutym 1988 roku. W tym czasie hala mogła pomieścić około 7 800 osób. Od tej pory dwukrotnie rozbudowana. Obecnie może pomieścić 14 311 osób. Swoje mecze rozgrywa tutaj juniorska drużyna hokejowa Saskatoon Blades.
W hali organizowane były liczne imprezy krajowe i międzynarodowe. W stulecie istnienia prowincji Saskatchewan odbyły się tutaj obchody tego wydarzeń z udziałem m.in. królowej Kanady Elżbiety II oraz księcia Edynburga Filipa Mountbattena.

## Ważniejsze imprezy sportowe
| Turniej/Wydarzenie                | Sport           | Lata                   | Uwagi                                                                             |
| --------------------------------- | --------------- | ---------------------- | --------------------------------------------------------------------------------- |
| The Brier                         | curling         | 1989, 2000, 2004, 2012 | W 1989 roku zwyciężyła Alberta, w 2000 Kolumbia Brytyjska, a w 2004 Nowa Szkocja. |
| CHL Memorial Cup                  | hokej na lodzie | 1989                   | Zwycięzca turnieju – Swift Current Broncos                                        |
| Mistrzostwa świata juniorów       | hokej na lodzie | 1991, 2010             | Kanada zwyciężyła w 1991, a w 2010 Stany Zjednoczone                              |
| Tournament of Hearts              | curling         | 1991                   | Zwycięzca turnieju – Kolumbia Brytyjska                                           |
| Canada Cup                        | hokej na lodzie | 1991                   | Jeden z kilku obiektów w turnieju                                                 |
| FIVB Mistrzostwa świata juniorek  | piłka siatkowa  | 1999                   | Zwycięzca turnieju – Rosja                                                        |
| Super Series                      | hokej na lodzie | 2007                   | Jeden z kilku obiektów w turnieju                                                 |
| Capital One Grand Slam of Curling | curling         | 2008                   | Zwycięzca turnieju – Glenn Howard                                                 |